# Feast of Silence
Feast of Silence — четвёртый и на сей день последний альбом проекта-группы Vas, вышедший в 2004 году. Диск был записан после долгого перерыва, который был потрачен участниками проекта на сольную деятельность. Достигал 4-го места в чарте New Age Albums от Billboard.

## Список композиций
1. «Amrita (Churning The Sea Of Milk)»
2. «In Our Faith»
3. «Mandara»
4. «Izgrejala»
5. «Moksha»
6. «The Reaper And The Flowers»
7. «Bardo»
8. «Feast Of Silence»
9. «Kali Basa»